# Kanton Marsanne
Marsanne is voormalig een kanton van het Franse departement Drôme. Het kanton maakte sinds februari 2006 deel uit van het arrondissement Nyons, daarvoor behoorde het tot het arrondissement Valence. Het werd opgeheven bij decreet van 20 februari 2014 met uitwerking op 22 maart 2015.

## Gemeenten
Het kanton Marsanne omvatte de volgende gemeenten:
- La Bâtie-Rolland
- Bonlieu-sur-Roubion
- Charols
- Cléon-d'Andran
- Condillac
- La Coucourde
- La Laupie
- Manas
- Marsanne (hoofdplaats)
- Roynac
- Saint-Gervais-sur-Roubion
- Saint-Marcel-lès-Sauzet
- Sauzet
- Savasse
- Les Tourrettes